# Эдсон Гомес дос Сантос
Эдсон Гомес дос Сантос (или Эдсон) (порт. Edson Gomes dos Santos) (род. 5 мая 1992 года) — казахстанский игрок в мини-футбол бразильского происхождения, нападающий алматинского клуба «Кайрат» и сборной Казахстана.

## Карьера
Профессиональную карьеру начал в клубе ALAF Futsal. Также играл в бразильских клубах Santo André/Intelli, Corinthians и Joaçaba Futsal.
Летом 2018 года подписал контракт с алматинским «Кайратом», где и выступает до сих пор.
В 2022 году принял казахстанское гражданство и стал шестым бразильским игроком в истории сборной Казахстана.
В составе сборной дебютировал 20 января 2022 года в Гронингене (Чемпионат Европы по футзалу), в матче против сборной Словении (4:4), в котором отметился двумя голевыми передачами.

## Достижения
- Чемпион Казахстана — 2018/19, 2020/21, 2021/22, 2022/23
- Обладатель Кубка Казахстана по мини-футболу — 2018, 2019, 2020, 2021, 2022, 2023
- Обладатель Суперкубка Казахстана — 2018, 2019, 2021, 2023